# San-Giovanni-di-Moriani
San-Giovanni-di-Moriani (en idioma corso San Ghjuvanni di Moriani) es una comuna y población de Francia, en la región de Córcega, departamento de Alta Córcega.
Su población en el censo de 1999 era de 85 habitantes.

## Demografía
| 108 | 157 | 112 | 75 | 73 | 85 |
| Para los censos de 1962 a 1999 la población legal corresponde a la población sin duplicidades (Fuente: INSEE [Consultar]) |     |     |    |    |    |

- Datos: Q1240423
- Multimedia: San-Giovanni-di-Moriani / Q1240423

1. ↑  Worldpostalcodes.org, código postal n.º 20230.
2. ↑  INSEE, Datos de población para el año 2012 de San-Giovanni-di-Moriani (en francés).